# Highlands (Texas)
Highlands és una concentració de població designada pel cens dels Estats Units a l'estat de Texas. Segons el cens del 2000 tenia 7.089 habitants.

## Demografia
Segons el cens del 2000, Highlands tenia 7.089 habitants, 2.564 habitatges, i 1.976 famílies. La densitat de població era de 443,6 habitants per km².
Dels 2.564 habitatges en un 37,3% hi vivien nens de menys de 18 anys, en un 59,7% hi vivien parelles casades, en un 11,9% dones solteres, i en un 22,9% no eren unitats familiars. En el 19,4% dels habitatges hi vivien persones soles el 7,2% de les quals corresponia a persones de 65 anys o més que vivien soles. El nombre mitjà de persones vivint en cada habitatge era de 2,75 i el nombre mitjà de persones que vivien en cada família era de 3,14.
Per edats la població es repartia de la següent manera: un 27,8% tenia menys de 18 anys, un 8,4% entre 18 i 24, un 29,4% entre 25 i 44, un 23,6% de 45 a 60 i un 10,8% 65 anys o més.
L'edat mediana era de 36 anys. Per cada 100 dones de 18 o més anys hi havia 96,5 homes.
La renda mediana per habitatge era de 41.288 $ i la renda mediana per família de 49.655 $. Els homes tenien una renda mediana de 41.926 $ mentre que les dones 25.226 $. La renda per capita de la població era de 18.556 $. Aproximadament el 6,7% de les famílies i el 9,8% de la població estaven per davall del llindar de pobresa.

## Poblacions més properes
El següent diagrama mostra les poblacions més properes.